# カラシ (バンド)
カラシ（Quarashi）は、アイスランド・レイキャビク出身のラップコア・バンド/ヒップホップグループ。レーベルはソニー他

## 概要
メンバーはフロントマン兼リードヴォーカルのホッシー・オラフソン、タイニー、ラップのオマール・スウェーズ、ステイニー・アカ・ストーニー、グループのリーダーでプロデューサー・トラックメイカー兼、キーボード、パーカッション、ドラムのソルビー・ブロンダールの5人。また、以前のライブの際はギター、ベース、DJをフィーチャーし、ギタリストにヴァダー・ハコン・ギズラソン（以前はスマリ“ターファー”ジョセフソン）、ベーシストにゴーカー・アルファーソン、DJにはDJマジック（以前はDJダイス）を迎えていた。
カラシはよくレイジ・アゲインスト・ザ・マシーンやエミネム、またビースティ・ボーイズと比較されるが、カラシにはこれらの著名なラップ・またはロックグループとは一線を画すユニークなスタイルを持っている。カラシはヒップホップ・グループだが、彼らからはロックやハードコア、テクノ、ファンク、インダストリアルの要素をミックスし、さらにパブリック・エネミーやレッド・ツェッペリンなどのグループから影響を受けた独自のサウンドを聞くことができる。

## 歴史

### カラシ結成以前
ソルビーとオマールは子供の頃、アイスランドの米軍基地に対する抗議活動で出会い、その後二人はさまざまなロック、パンク、ヘビーメタルのバンドで活動した。また当時、ステイニーは数々の大会で優勝するなどの活躍をしていたアイスランドでは有名なスケーターであり、レイキャビク周辺では有名なグラフィティ・アーティストでもあった。ソルビーはパンクロックバンド、2001のドラマーとして活動していた頃、バンドのリハーサルスタイルの曲作りよりもスタジオ制作を好むようになった。また、インダストリアルロックやパンク以外の様々なタイプの音楽を作りたいと思うようになり、2001を脱退してラップ・ミュージックを作り始めた。同じ頃、ソルビーは公然飲酒で社会奉仕活動をしていたステイニーとスケートパークで出会った。2人は意気投合し、ステイニーもソルビーのラップ制作に加わった。間もなく、ソルビーは同じ2001の元バンド・メンバーのホッシー・オラフソン（2人はともにアイスランド大学に通っていたときに知り合った）をグループに誘った。
当初はホッシーが歌いステイニーがラップを担当していたが、ホッシーのラップを聴いたソルビーは自分の音楽グループにはラッパーが2人いる必要性を感じ変更した。3人は自分たちのMC名を作りたかったが、ステイニーが提案したアラビア語で 「超自然的な 」という意味の"Quarashi"カラシという名前を除いては、ソルビーによればまともなものが思いつかなかったという。Quarashiはステイニーのスケーター時代のニックネームで、レイキャビクの壁や通りにスプレーでペイントされていた。そして1996年、アイスランドのレイキャビクにある家のガレージでカラシが結成された。

### 本国デビュー
カラシがデビューした1996年、彼らは本国アイスランドでリリースしたシングル "Switch Stance" をチャートの首位にランクインさせたかと思うと、その翌年リリースのデビュー・アルバム「QUARASHI（日本未発売）」、そして1999年リリースのセカンド・アルバム「Xeneizes（日本未発売）」の2枚をどちらもゴールド・アルバム認定させるという離れ業をやってのけた。その間彼らは2年間に渡ってライブ活動にどっぷり漬かり、数々の有名バンドの前座を務めるなどして徐々にその知名度を上げていった。

### 全米デビューとヴォーカルの脱退
カラシの全米デビューアルバム「JINX」は2002年春にコロンビア・レコードからリリースされ、チャートでは全米初登場104位を記録した。このアルバムにはシングルカットされ全米チャート27位の「Stick 'Em Up」と「Mr. Jinx」という2つのヒット曲が収録されていた。そのアルバムを引っさげたワープド・ツアーでアメリカを横断し、8月にはサマーソニック2002にて来日、日本デビューも果たした。そこで彼らはオープニングライブでの登場だったが、入場までに１時間半以上かかる人気ぶりであった。さらに、公演を聞きつけたB-リアル(サイプレス・ヒル所属)がロサンゼルスの楽屋に顔を出すというエピソードも起きた。その後オーストラリアを経由してヨーロッパを回るツアーを行う。その年冬に予定されていた東京ー名古屋ー大阪を回る初のジャパン・ツアーのチケットは即日完売。ところが、「ザック・デ・ラ・ロッチャ的」ラップで名をはせたバンドの中心ラッパー、ホッシーが「学業へ復帰しジャーナリストの道へ進む」ことを理由に突如脱退。後任をスカウトするよう迫られたバンドはジャパン・ツアーをキャンセルした（当のホッシーはアイスランド大学へ入学、その後晴れてジャーナリストになった）。
カラシの残り3人のメンバーは、新しいラッパーを探すため2003年前半は表舞台から姿を消していた。カラシは2003年7月に新曲 「Mess It Up」を発表し、アイスランドのアンダーグラウンド・ラッパーであり、親友であり、アイスランドのラップ・グループO.N.E.のメンバーでもあるOpee(オーピー)と詩を交わすステイニーをフィーチャーした。この曲はアイスランドのみでリリースされ、アイスランドのメインストリーム・シングルチャートとオルタナティブ・シングルチャートで1位を獲得するヒットとなり、アイスランドEFFEMM賞の2003年年間最優秀楽曲賞とEDDA賞の2003年年間最優秀ビデオ賞を受賞した。オーピーがカラシの新メンバーになるという噂が流れたが、オーピーはO.N.E.に専念したいと言ってその座を断った。オーピーはカラシでさらに2曲、アイスランドのミュージシャンのヨハン・G・ヨハンソンをフィーチャーした「Orð Morð」と未発表曲「Shady Lives」に参加した。オーピーは2003年8月にレイキャヴィクで開催されたカルチャーナイトでカラシと共演し、2003年10月23日にニューヨークのTobacco Roadで開催されたCMJニューミュージック・フェスティバルでもカラシと共演した後、O.N.E.に戻った。

### 新生カラシと来日
ぽっかりと空いたヴォーカルの穴を埋めるため、カラシはアイスランドで数回のオーディションを行った。そこで当時19歳、“エミネムばりラップ”を披露した逸材タイニーを発掘。彼の参加は、はかり間違えば単調になってしまいそうだったヒップホップ的側面や、「レイジもどき」だとか「ビースティーもどき」だとか言われるロック的側面を圧倒的に厚く充実させることになる。2004年2月、タイニー擁する新生カラシはソニックマニアでようやく来日を果たし、日本のファンへ彼の紹介を行った。この来日によって彼らは日本を気に入ったらしく、2ndアルバムには「金太郎(Kintarou)」という曲が日本盤ボーナストラックで収録されている。

### カラシの解散
2005年8月5日、ソルビーは Frettablaieth でインタビューに答えた。 彼がそこで「『バンドに入っていてもつまらない』と言った」ことがきっかけとなり、バンドは解散することになった。 オマールは、後にこれが公式ホームページにおいて事実であると確認したが、そもそもソルビーが言おうとしていたことは、「カラシのメンバーが、もう一緒にバンドをやっていくべきではないと決心した」ということだった。9年間にインディーズ・メジャー合わせ6つのアルバムをリリースし、カラシは解散した。
カラシ最後のライブは2005年4月15日、アイスランドのアークレイリで開催された。
一時期、ソルビーが2005年9月に米国で「ゲリラ・ディスコ」をリリースする、という契約をソニーと結んだという噂が流れたが、この噂は公式ホームページ上でオマールによって事実だと認められ、アルバムは無事発売された。

### 解散後のメンバー
カラシの4人のメンバーはソロ活動を始めた。 ステイニーは自分の息子を育てながら、ソロ・アルバムのリリースに向けて制作に取り組み、KidrAmA名義でインストゥルメンタル・ミュージック（彼はこれを「電気による悪寒」と呼んでいる）でデビューを果たした。さらに彼は2005年にはca.1名義で4トラックのEPをリリースした。 2008年現在、フル・アルバムの発売予定などの情報はない。
オマールは2005年に、アイスランド大学の芸術学部に登録され、グラフィック・デザインを専攻し、アイスランドの漫画雑誌、Queef のイラストも書いている。 また彼は本「Oli Pika」の作者でもあり、さらに映画のポスターのデザインも手がけている。 2005年から2006年にかけて、彼はオーストラリア、カナダ、イギリス、およびアメリカで放映された Smirnoff Ice (歌の「模倣者」を特集した)のコマーシャルに出演した。 彼のMySpaceプロフィールによると、現在2つの映画脚本を書いているという。
ソルビーは2005年にアイスランド大学に戻ったが、音楽制作を止めたわけではなく、演劇の監督も考えている。その2年後、彼は経済学を勉強し、株式アナリストとしてレイキャビクの銀行で投資部門に勤務することが決まった。彼は現在、スウェーデンのストックホルムに住んでいる。
タイニーは現在大学に在籍しており、アイスランドでのソロ活動を模索している。
ホッシーは現在もアイスランドのエンターテインメント産業にかかわっている。彼は、2004年にアイスランドのコメディ映画に出演し、また、アイスランドの新聞社でいくつかの記事も執筆している。2006年、ホッシーはリードヴォーカルとして、バンド「Ske」に加入した。
2008年、ファンサイトは新しいカラシのCD、デモテープ、およびB面を公募した。新しいCDはファンに作成されていたが、デモやB面とともに未発表で、やや粗雑な状態で作成された。 このCDは2009年1月27日にリリースされた。

### 再始動
2011年、バンドは限定的に再活動し、オリジナルメンバーであるホッシー・オラフソンを含む5人(サポートメンバーを加えると6人)で7月9日にベストフェスティバル（Besta Útihátíðin 2011）、7月15日と16日にレイキャビクのクラブ・ナサで再活動ライブを行った。ライブ後、既発曲をまとめた1枚目、未発表曲・リミックス曲をまとめた2枚目、ミュージックビデオや2011年までのライブ等を収めたDVDの3枚で構成されたベストアルバム「Anthology」をリリースした。同時にクラブ・ナサで行われたライブを12曲収録したライブアルバム「Quarashi á Nasa」がデジタルリリースのみで配信された。
ベストフェスティバルでの模様を収めたライブDVD「Á Bestu Útihátíðinni 2011」は2012年にリリースされた。
2014年7月4日、ステイニーとタイニーがボーカルで参加した「Rock On」のミュージックビデオがYouTube上で公開される。
2016年5月、アイスランドのテレビ局RÚVとのインタビューの中で、ソルビーとステイニーは、メンバー5人全員で新しいアルバムの制作が開始されたことを語った。6月、5人全員が参加したシングル「Chicago」が配信され、ミュージックビデオが公開された。
2021年8月9日、Quarashiは公式Facebookページで、2021年12月にリリースされる「Greatest Tricks」と題された限定ボックスセットのリリースを発表した。発表時のバンドのコメントによると、このボックスセットには未発表音源が含まれているとのことだった。しかし、2021年9月17日、ボックスセットの予約が開始された際このボックスセットには未発表曲は含まれていないことが明らかになった。Greatest Tricksのヴァイナルヴァージョンは、基本的に「Anthology」の1枚目のディスクに、2014年と2016年にリリースされた2曲の既発曲"Rock On"と"Chicago"が追加されている。CD盤には"Pro"、"Race City"、"Dive In"は収録されていない。ボックスセットには、限定バージョンの赤・緑のクリアカラーヴァイナル、CD、カセットに加え、ステッカー、キーホルダー、トートバッグ、フィンガースケートボードが同梱されている。
2022年7月25日、バンドはFacebookページに新曲を制作中であることを投稿した。投稿には「新曲の一部を聴きたい？1000いいね！と300コメントで新曲が完成。」と記述されていた。この投稿が目標にも達しなかったにもかかわらず、数週間後バンドは赤いスプレー・ペイントのフィルターをかけたバンドの静止画を含む動画を投稿した。この動画には、新曲のオーディオ・クリップも数秒含まれていた。その短いクリップには、今度の新曲のコーラスと思われる部分をホッシーが歌っているもので、他メンバーも含むラップは一切含まれていなかった。しかし、クリップの投稿から数日後、バンドは動画を削除した。だが、以前の "Wanna Snippet?"の投稿はまだ彼らのFacebookページに残っている。

## ディスコグラフィー

### アルバム
- Quarashi - (1997) - ラックス・レコーズ
- Xeneizes - (1999) - ジャピス
- Kristnihald undir Jokli - (2001) - スプロティ
- Jinx - (2002) - コロンビア
- Guerilla Disco - (2004-2005) - デニス・レコーズ - ソニージャパン
- Demos & B-Sides - (2009) - カラシ・ミュージック

### ベスト盤
- Anthology - (2011) - ラックスメン
- Greatest Tricks - (2021) - アルダミュージック

### ライブアルバム
- Quarashi á Nasa  - (2011) - ラックスメン

### EP盤
- Switchstance - (1996) - ラックス・レコーズ

### シングル
| 発表年 | タイトル                               | チャート最高位           | チャート最高位    | チャート最高位  | チャート最高位    | チャート最高位        | 収録アルバム    |
| 発表年 | タイトル                               | US ビルボード・ホット100 | US モダン・ロック | US ヒップホップ | US ホット・ダンス | UK シングル・チャート | 収録アルバム    |
| ------ | -------------------------------------- | ------------------------ | ----------------- | --------------- | ----------------- | --------------------- | --------------- |
| 1996   | "Switchstance"                         | -                        | -                 | -               | -                 | -                     | Switchstance    |
| 1997   | "Thunderball"                          | -                        | -                 | -               | -                 | -                     | Quarashi        |
| 1997   | "Catch 22"                             | -                        | -                 | -               | -                 | -                     | Quarashi        |
| 1999   | "Stick 'Em Up" (featuring Omar Swarez) | -                        | -                 | -               | -                 | -                     | Xeneizes        |
| 1999   | "Surreal Rhyme"                        | -                        | -                 | -               | -                 | -                     | Xeneizes        |
| 2002   | "Stick 'Em Up"                         | -                        | 27                | -               | -                 | -                     | Jinx            |
| 2002   | "Mr. Jinx"                             | -                        | -                 | -               | -                 | -                     | Jinx            |
| 2003   | "Mess It Up" (featuring Opee)          | -                        | -                 | -               | -                 | -                     | Anthology       |
| 2003   | "Race City"                            | -                        | -                 | -               | -                 | -                     | Guerilla Disco  |
| 2004   | "Stun Gun"                             | -                        | -                 | -               | -                 | -                     | Guerilla Disco  |
| 2004   | "Stars"                                | -                        | -                 | -               | -                 | -                     | Guerilla Disco  |
| 2004   | "Straight Jacket"                      | -                        | -                 | -               | -                 | -                     | Guerilla Disco  |
| 2005   | "Payback"                              | -                        | -                 | -               | -                 | -                     | Guerilla Disco  |
| 2011   | "Beat 'em"                             | -                        | -                 | -               | -                 | -                     | Anthology       |
| 2014   | "Rock On"                              | -                        | -                 | -               | -                 | -                     | Greatest Tricks |
| 2016   | "Chicago"                              | -                        | -                 | -               | -                 | -                     | Greatest Tricks |

### DVD
- Á Bestu Útihátíðinni 2011- (2012) - ラックスメン

### 参加作品
- YKZ「EXPECT THE UNEXPECTED」 - (2003) - ソニージャパン (1曲目のNO FROTIN'と7曲目のNO FRONTIN'（QUARASHI MIX）にOpeeと共に参加)